# Пономарёв, Аркадий Николаевич
Аркадий Николаевич Пономарёв (род. 16 мая 1956, Воронеж, Воронежская область, РСФСР, СССР) — владелец компании «Молвест», депутат Государственной Думы Федерального Собрания Российской Федерации VI и VII созывов, доктор технических наук (уличен в плагиате).
Из-за поддержки российско-украинской войны — под санкциями 27 стран ЕС, Великобритании, США, Канады, Швейцарии, Австралии, Украины, Новой Зеландии.

## Биография
Родился 16 мая 1956 года в Воронеже. Отец преподавал профильный предмет в Воронежской школе киномехаников. Мама работала инженером в строительной организации.
В 1978 году — окончил Воронежский технологический институт. По его окончании, направлен на строительство Бежецкого молочного комбината Тверской области в должности главного инженера. В 1984 году назначен главным инженером Россошанского молочного комбината. 1987—1992 годы — главный инженер, директор молочного комбината «Воронежский». С 1992 года по 2013 год — генеральный директор ОАО Молочный комбинат «Воронежский».
В 2005 году основал компанию «Молвест», выпускающую молочные продукты. Один из брендов — «Вкуснотеево».
В 2009 году защитил докторскую диссертацию. Является членом-корреспондентом Российской академии естествознания. C 2010 по — настоящее время — профессор (по совместительству) кафедры технологии молока и молочных продуктов Воронежского государственного университета инженерных технологий.
В 2011 году избран председателем Совета Российского союза предприятий молочной отрасли.
С 2013 года по 2016 год — депутат Государственной Думы Федерального собрания Российской Федерации VI созыва.
В 2016 году победил на праймериз партии «Единая Россия» в одномандатном избирательном округе № 87 Воронежская область — Воронежский. Выдвинут партией на выборах депутатов Государственной думы РФ VII созыва по этому округу. Одержал победу, получив 118980 голосов избирателей. С 5 октября 2016 года — депутат Государственной Думы Федерального собрания Российской Федерации VII созыва.
Четверо детей, супруга Пономарёва Неля Валерьевна — по специальности врач, с 2015 г. Председатель Общественной палаты Воронежской области.

## Законотворческая деятельность
С 2011 по 2019 год, в течение исполнения полномочий депутата Государственной Думы VI и VII созывов, выступил соавтором 34 законодательных инициатив и поправок к проектам федеральных законов.

## Плагиат диссертации
В мае 2014 года на основании заключения экспертизы, выполненной сообществом «Диссернет», был уличён в плагиате при написании диссертации по теме «Разработка комплексной технологии молочных продуктов заданного уровня качества и функциональной направленности» на соискание учёной степени доктора технических наук.

## Международные санкции
23 февраля 2022 года внесён в санкционные списки стран Евросоюза за действия и политику, которые подрывают территориальную целостность, суверенитет и независимость Украины и еще больше дестабилизируют Украину.
24 февраля 2022 года включён в санкционный список Канады «близких соратников режима» за голосование о признании независимости «так называемых республик в Донецке и Луганске».
24 марта 2022 года, на фоне вторжения России на Украину, включён в санкционный список США за «соучастие в войне Путина» и «поддержку усилий Кремля по вторжению в Украину», Госдеп США заявил что депутаты Госдумы используют свои полномочия для преследования инакомыслящих и политических оппонентов, нарушают свободу информации, ограничивают права человека и основные свободы граждан России.
По аналогичным основаниям, с 15 марта 2022 года находится под санкциями Великобритании. С 25 февраля 2022 года находится под санкциями Швейцарии. С 26 февраля 2022 года находится под санкциями Австралии Указом президента Украины от 7 сентября 2022 находится под санкциями Украины. С 12 октября 2022 года находится под санкциями Новой Зеландии.